# Böhm-systeem
Het Böhm-systeem is een technische voorziening met brillen en kleppen voor blaasinstrumenten zoals dwarsfluit en klarinet, waardoor het spelen van de instrumenteigen toonladder gemakkelijk gemaakt wordt. Het systeem is ontwikkeld door Theobald Böhm.
In 1843 werd het systeem door Hyacinthe Klose overgezet op de klarinet.
In Nederland werd vroeger veel op klarinetten met het Albert-systeem gespeeld. Maar tegenwoordig wordt het Böhm-systeem algemeen gebruikt, met uitzondering van Duitse orkesten

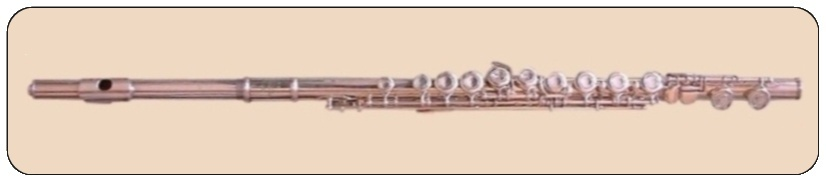
dwarsfluit met Böhm-systeem

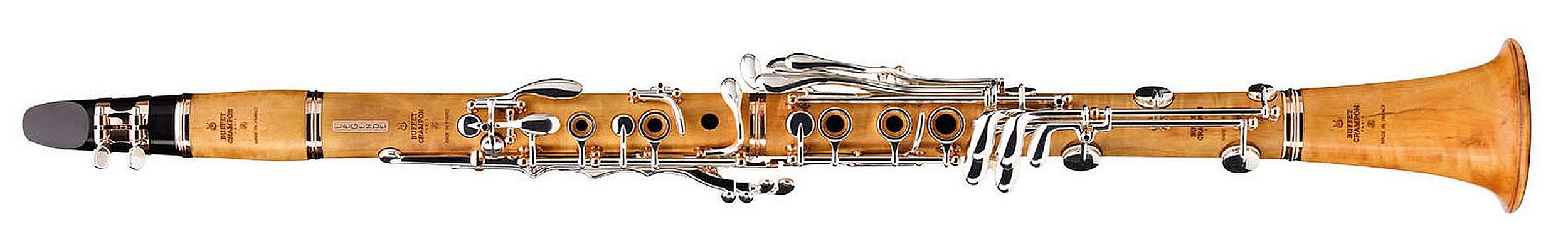
bes-klarinet met het Böhm-systeem